# Diplocentrus landelinoi
Espèce
Diplocentrus landelinoi est une espèce de scorpions de la famille des Diplocentridae.

## Distribution
Cette espèce est endémique du département d'Izabal au Guatemala. Elle se rencontre vers Morales.

## Description
La femelle holotype mesure 55,2 mm.

## Étymologie
Cette espèce est nommée en l'honneur de Roni Landelino Trujillo Leon.

## Publication originale
- Trujillo & Armas. 2012 : Dos especie nuevas de Diplocentrus Peters, 1861 (Scorpionidae: Diplocentrinae) de Guatemala. Revista Iberica de Aracnologia, vol. 21, p. 131-138 (texte intégral).